# Toshinden Subaru
Toshinden Subaru est un jeu de combat sur PlayStation. C'est le 4e opus de la série Battle Arena Toshinden.

## Personnages jouables
1re équipe
- Subaru Shinjo
- Naru Amoh
- Rook Castle

2e équipe
- Puella Marionette
- Lancelot Lakeknight
- Fen Barefoot

3e équipe
- Genma
- Miyabi
- Bang-Boo

### Personnages à débloquer
4e équipe
- Eiji Shinjo
- Eos
- Zero

5e équipe
- Vermilion